# کورتاچا سولاسترادا دل وینو
کورتاچا سولاسترادا دل وینو (به ایتالیایی: Cortaccia sulla Strada del Vino) یک کومونه در ایتالیا است که در تیرول جنوبی واقع شده‌است. کورتاچا سولاسترادا دل وینو ۲۹٫۴ کیلومتر مربع مساحت و ۲٬۲۴۹ نفر جمعیت دارد و ۳۳۳ متر بالاتر از سطح دریا واقع شده‌است.